# Ctenochira picta
Ctenochira picta là một loài tò vò trong họ Ichneumonidae.